# تمثيل الأقليات في البرلمان السوري
تمثيل الأقليات في البرلمان السوري، اتخذ أشكالاً مختلفة خلال تاريخ سوريا الجديث؛ فبموجب دستور 1930 وجب حسب المادة السابعة والثلاثين «تمثيل الأقليات الدينية بشكل عادل» في البرلمان ووظائف الفئة الأولى، بشكل يشبه الشكل المعمول به حاليًا في لبنان. توزيع المقاعد على أسس طائفية استمرّ حتى 1949 حين ألغاه حسني الزعيم ضمن إصلاحاته السياسية في البلاد؛ لاحقًا خلال مناقشة دستور 1950، ألغيت مادة التمثيل العادل ونصّ قانون الانتخاب على إلغاء تخصيص المقاعد على أسس طائفية، مع الحفاظ على تخصيص مقاعد لغير المسلمين من يهود ومسيحيين، هي منذ 1953 أقل من مجموع نسبة الناخبين «لضمان الحد الأدنى من التمثيل فقط»، وكذلك تخصيص مقاعد للبدو. مقاعد البدو الرحل، لا تجري عليها انتخابات، ويكتفى باختيار شيوخ العشائر لنواب العشيرة. هذا النظام، ألغي خلال عهد الجمهورية الثانية، ولم يلحظ النظام الانتخابي لعام 1973 أي تخصيص في المقاعد على أسس طائفية؛ بكل الأحوال، فإن مراعاة التواجد السكاني للطوائف المختلفة أساس في تشكيل اللوائح حتى الوقت الراهن.

## التمثيل

### اليهود والمسيحيون
شكل المسيحيون واليهود أكبر كتلة طائفية تالية في البرلمان؛ في انتخابات 1943، خصص 17 مقعد من أصل 124 مقعد لهم (13.7%)، وهي نسبة مماثلة لجداول الناخبين؛ في انتخابات 1947 خصص 19 مقعد من أصل 136 مقعد (13.9%) ثم قام أديب الشيشكلي بتخفيض التمثيل من 19 من أصل 136 إلى 9 من أصل 82 (10.9%)، وكان الشيشكلي معاديًا في سياسته الداخلية للأقليات. آخر انتخابات لحظت تخصيص مقاعد، هي انتخابات 1961، حيث خصص 12 من أصل 172 مقعد فقط؛ النقاش كان حول تمكن المسيحيين واليهود الفوز بمقاعد خارج النسبة المخصصة لهم في اللوائح، بحيث تشكل المقاعد المخصصة لهم حد أدنى مطلوب فقط من التمثيل؛ في التطبيق لم تنجح هذه النظرية سوى في حماة حيث فاز أحد النواب المسيحيين رغم عدم تخصيص مقعد للمسيحيين فيها[بحاجة لمصدر]. 
في عام 1967 منع يهود سوريا، من حق الترشح ضمن سلسلة المنع من حق تولي الوظائف العامة. النظام الانخابي لعام 1973، لم يلحظ أي تخصيص طائفي للمقاعد، لكنه حافظ في التطبيق، من خلال تشكيل لوائح الجبهة الوطنية التقدمية على تمثيل «رمزي» للمسيحيين، في مناطق تواجدهم السكني.

### الأقليات المسلمة
توزيع 1943 خصص 4 مقاعد للدروز من أصل 124 (3.2%)؛ وارتفعت في توزيع 1947 إلى 5 مقاعد (3.7%)؛ بعد إلغاء التخصيص بشكل كامل للأقليات المسلمة في دستور 1950، استمرّ الدروز حتى الأيام الراهنة بحسم نتائج محافظة السويداء المخصص لها 6 مقاعد من أصل 250، إلى جانب بعض مقاعد محافظة القنيطرة المخصص لها 5 مقاعد، مع كون الجولان المحتل لا يمارس فيه المواطنون حق الانتخاب؛ هذا ما يجعل التمثيل الفعلي للدروز حتى الوقت الراهن بحدود 3.2%. أما الإسماعيلية، خصص لهم مقعد واحد في نظام 1943 (0.8%)، وكذلك الحال في نظام 1947 (0.7%)؛ وبعد إلغاء التخصيص الطائفي للأقليات المسلمة مكث تمثيل الإسماعيليين موجودًا في منطقة السلمية ومنطقة مصياف، غير أن النظام الانتخابي لعام 1973، دمّر هذه الأهمية النسبية من خلال توسيع الدائرة لمستوى محافظة حماة؛ بك الأحوال لا يزال التمثيل الرمزي للإسماعيلين في هذه المناطق قائمًا.
أما العلويون، فقد خصص لهم 10 مقاعد (8%) في توزيع مقاعد 1943، ثم 11 مقعد في توزيع 1947 (8%)، هذا التوزيع لم يحترم بشكل دقيق المتوسط لنسبة تمثيل المقعد، فبينما كانت أغلب الطوائف نسبة تمثيلها بين 25 - 30 ألف، كانت نسبة تمثيل العلويين 40 ألف للمقعد، وهكذا فبينما التمثيل كان عام 1947 هو 11 مقعد فقط، وجب أن يكون التمثيل بين 14 - 17 مقعد؛ ولم يتغير الوضع من إلغاء تخصيص المقاعد للأقليات المسلمة عام 1949، غير أن النظام الانتخابي لعام 1973، فسح لهم المجال بحسم النتجية من جميع مقاعد محافظة اللاذقية ومحافظة طرطوس أي 30 مقعد من أصل 250 (12%)، وإلى جانب تمثيلها في محافظة حمص ومحافظة حماة، والحالات الفردية للفوز بمقاعد عن دمشق.

### الأكراد
لم تلحظ النظم الانتخابية السورية أي تخصيص للمقاعد على مستوى الإثنيات المتواجدة في البلاد، ولعب كون قسم كبير من الأكراد في الجمهورية الأولى من الفلاحين لدى الإقطاع العربي دورًا في تدمير التمثيل، وهو ما تزايد مع تصاعد الناصرية، وإبراز الهوية العربية لسوريا، بكل الأحوال، ينبع تمثيل الأكراد من حسمهم النتيجة في دوائر منطقة المالكية، ومنطقة الحسكة، ومنطقة القامشلي، ومنطقة رأس العين، ومنطقة القامشلي، ومنطقة تل أبيض، ومنطقة عين العرب، ومنطقة جرابلس، ومنطقة عفرين، إلى جانب لعب دور بارز في مناطق ريف حلب الأخرى، فضلاً عن التمثيل الرمزي في مدينتي حلب ودمشق، أي تقريبًا 11 مقعد من أصل 136 في توزيع 1947، و15 مقعد من أصل 172 في توزيع 1961.

### البدو
شكلت قبائل سوريا خلال عهد الجمهورية السورية الأولى قائمة معلقة تمثل بين 7 - 10 نواب، دومًا ما كانوا من المستقلين. حين ألغيت المحاصصة الطائفية خلال دستور 1950، نوقشت قضية إلغاء تمثيل البدو، غير أن النقاش اتجه حول أنه "[وفقًا لِمَن؟]"، فتم الحفاظ على قائمة البدو، التي يختار فيها زعماء العشائر النواب دون انتخاب. بكل الأحوال، دستور 1950 نصّ على وجوب توطين البدو الرحل خلال عشر سنوات على الأكثر من تاريخ إقرار الدستور، وهو ما لم يحصل خلال عهد الجمهورية الأولى قط.

## رئاسة المجلس
على صعيد رئاسة المجلس، فإن كلاً من فارس الخوري، وهو مسيحي، ترأس مجلس النواب لأكثر من مرة خلال عهد الجمهورية السورية الأولى؛ كما قام الأمير حسن الأطرش، وهو من الدروز، برئاسة المجلس الوطني للثورة مرتين بين 1963 - 1966.